# Dai Heiwa Kinentō

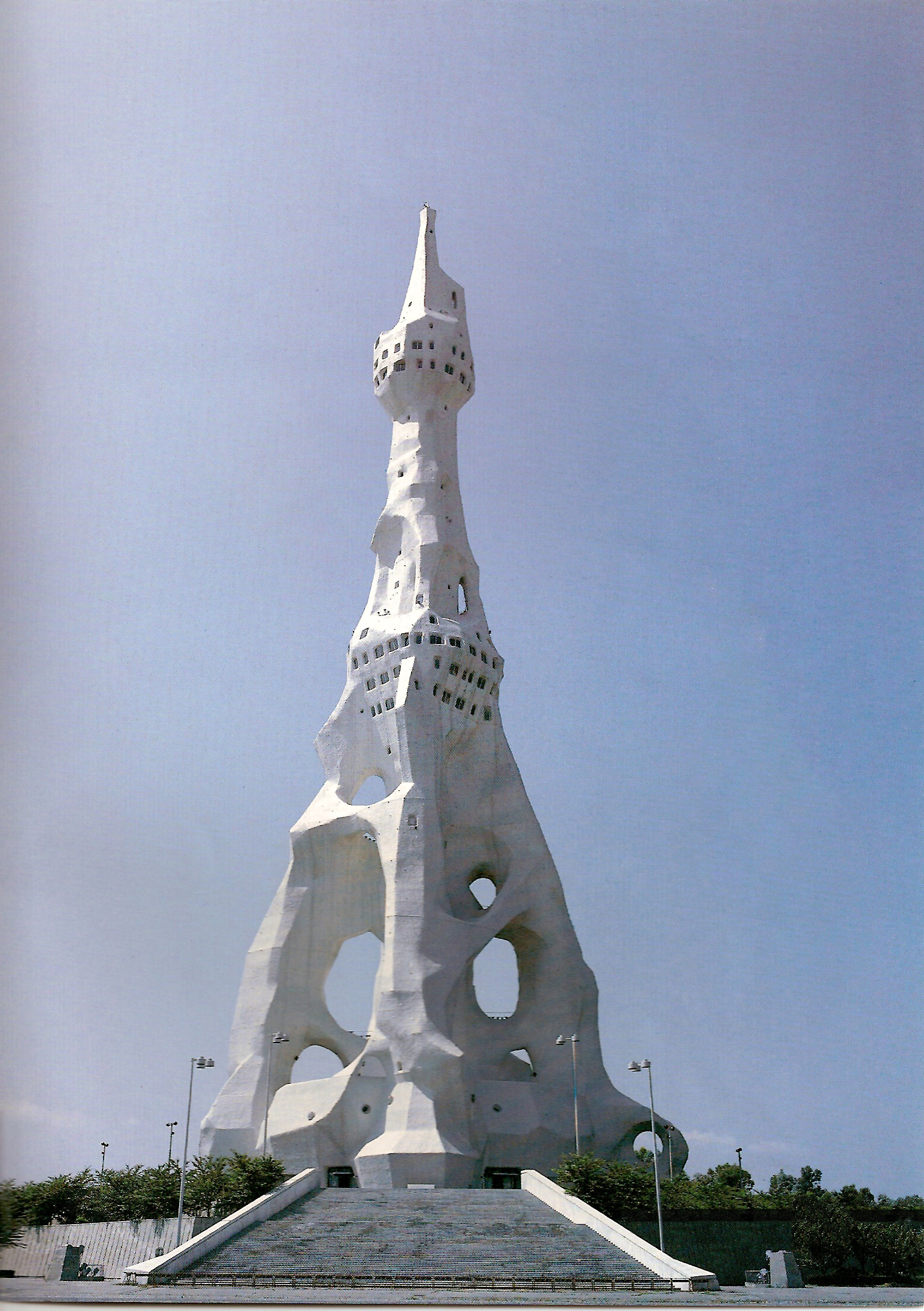
Dai Heiwa Kinentō

Der Dai Heiwa Kinentō (jap. 大平和祈念塔, dt. „Großer-Frieden-Gebetsturm“), eigentlich Chōshūha Bankoku Sensō Giseisha Irei Dai Heiwa Kinentō (超宗派万国戦争犠牲者慰霊大平和祈念塔, dt. etwa: „überkonfessioneller großer Friedensgebets-Kenotaph-Turm [zu Ehren] der weltweiten Kriegsopfer“), ist ein 180 Meter hoher Aussichtsturm in Tondabayashi in Japan. Er steht im Holy Land der Church of Perfect Liberty, die zu den neuen religiösen Bewegungen in Japan zählt.
Der Turm aus Stahlbeton wurde am 1. August 1970 fertiggestellt. Im Dai Heiwa Kinentō befindet sich ein goldener Container, in dem die Namen aller in Kriegen gefallenen Personen ungeachtet ihrer Nationalität oder Religion auf Mikrofilm aufbewahrt sein sollen.